# Lordan Zafranović
Lordan Zafranović [lórdan zafránović], hrvaški režiser, * 11. februar 1944, Maslinica, otok Šolta, Hrvaška. 
Zafranović je diplomiral iz književnosti in likovne umetnosti na Pedagoški akademiji v Splitu, nato je študiral in diplomiral iz filma in režije na FAMU v Pragi.

## Filmografija
- Nedjelja (1969) (1969),
- Kronika jednog zločina (1973),
- Muke po Mati (1975),
- Muke po Mati; ujed anđela (1984),
- Haloa - praznik kurvi (1988),
- Lacrimosa/osveta je moja (1995),
- Okupacija v 26 slikah (1978),
- Padec Italije,
- Večernja zvona (1986; Zlata arena za režijo),
- Zalazak stoljeća/Testament L. Z. (1994).
- Tito - Zadnje priče oporoke (Tito - posljednji svjedoci testamenta) (2012)